# Società Sportiva Pennarossa
La Società Sportiva Pennarossa, meglio nota come Pennarossa, è una società calcistica sammarinese del castello di Chiesanuova.

## Storia

### Le origini
La società è stata fondata nel 1969 grazie ad alcuni volonterosi cittadini, tra cui Antonio Bartolini, che fu il primo presidente. Lo stemma sociale e il nome sono presi dal simbolo del Castello, una penna rossa appunto. I colori sociali sono di conseguenza il rosso e il bianco che rappresenta la purezza.
La società entrò in un momento di crisi negli anni '80 e riuscì ad evitare lo scioglimento nel 1987 grazie all'intervento di Alfiero Vagnini. Dopo alcuni anni in cui la squadra fu gestita da ragazzi di Borgo Maggiore, nel 1994 la squadra torna a Chiesanuova, grazie alla volontà e determinazione di Massimo Barbieri e Sergio Conti, tuttora alla dirigenza della Società.

### La risalita
Iniziò invece negli ultimi anni del XX secolo un'inversione di tendenza che portò il Pennarossa nelle zone alte della classifica.
Nella stagione 2001-2002 la squadra centrò per la prima volta i play-off del campionato, mentre la stagione successiva perde campionato e Coppa Titano in finale, battuta dal F.C. Domagnano.

### Lo scudetto e l'entrata in Europa
Il 2003-2004 fu una stagione magica per il Pennarossa. I giocatori portano a casa prima il Trofeo Federale grazie ad una vittoria per 3-1 sulla S.S. Virtus e poi giungono in finale nel campionato.

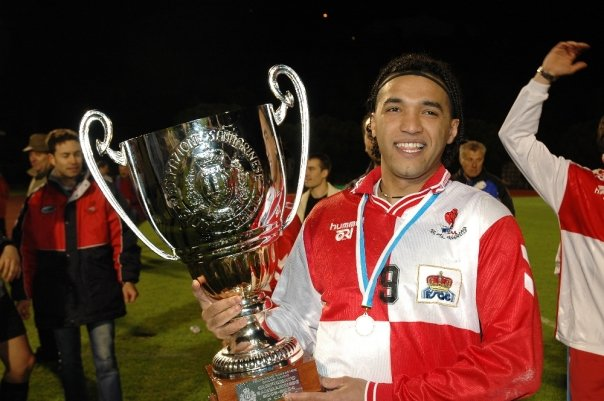
Zaboul Pennarossa Coppa campionato sammarinese

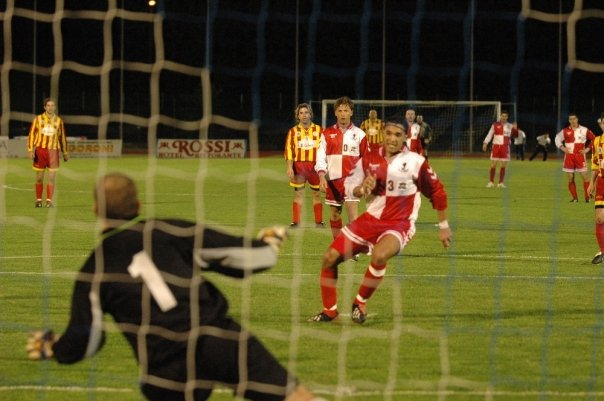
Zaboul calcia il rigore

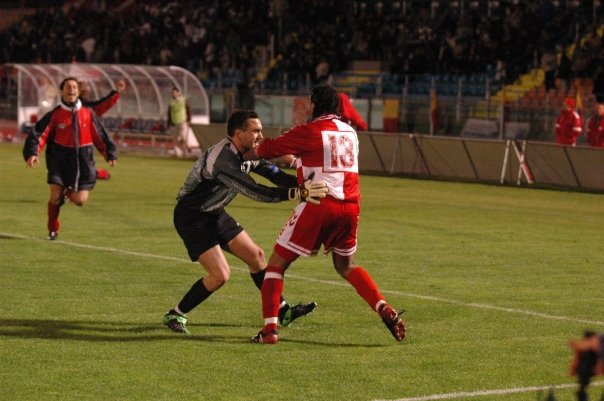
Zaboul segna il rigore decisivo che assegna la vittoria dello scudetto al Pennarossa

Dopo 120 minuti e i calci di rigore, il Pennarossa riuscì a sconfiggere i rivali del F.C. Domagnano e poté festeggiare la vittoria del primo campionato.
La vittoria in campionato garantì alla squadra l'accesso ai preliminari di Coppa UEFA nella stagione successiva, contro il Fudbalski Klub Željezničar di Sarajevo.
Il Palmarès della formazione biancorossa si riempie poi di due Coppe Titano, la prima vinta nel 2004 (3-0 al F.C. Domagnano), la seconda nel 2005 (3-1 alla S.P. Tre Penne).

### Stagione 2006-2007
Nella stagione 2005-2006 il Pennarossa arrivò secondo nel Girone B del campionato, garantendosi l'accesso ai play-off.
Agli spareggi, dopo aver perso ai rigori contro il Tre Penne, la squadra vinse tre partite consecutive che regalarono l'accesso alla finalissima.
L'11 maggio allo Stadio Olimpico di Serravalle però i biancorossi sono sconfitti 1-0 dal Murata grazie alla rete di Alex Gasperoni.

## Palmarès

### Competizioni nazionali
- Campionato sammarinese: 1

2003-2004
- Coppa Titano: 2

2004, 2005
- Trofeo Federale: 1

2003

### Altri piazzamenti
- Campionato Sammarinese

Secondo posto: 2002-2003, 2005-2006
- Coppa Titano

Finalista: 2011-2012, 2015-2016
Semifinalista: 2010-2011
- Supercoppa Sammarinese/Trofeo Federale

Finalista: 2002, 2005
Semifinalista: 2004, 2006

## Statistiche e record

### Partecipazioni ai tornei internazionali
| Categoria  | Partecipazioni | Debutto   | Ultima stagione |
| ---------- | -------------- | --------- | --------------- |
| Coppa UEFA | 1              | 2004-2005 | 2004-2005       |

#### Risultati nei tornei internazionali
| Stagione | Torneo     | Turno             | Club           | Andata | Ritorno | Totale |
| -------- | ---------- | ----------------- | -------------- | ------ | ------- | ------ |
| 2004-05  | Coppa UEFA | Turno preliminare | FK Željezničar | 1-5    | 0-4     | 1-9    |

### Statistiche nelle competizioni UEFA
Tabella aggiornata alla fine della stagione 2019-2020.
| Competizione | Partecipazioni | G | V | N | P | RF | RS |
| ------------ | -------------- | - | - | - | - | -- | -- |
| Coppa UEFA   | 1              | 2 | 0 | 0 | 2 | 1  | 9  |

## Organico

### Rosa
Rosa aggiornata al 19 giugno 2018.
| N. |                       | Ruolo | Calciatore              |
| -- | --------------------- | ----- | ----------------------- |
|    | San Marino (bandiera) | P     | Antonio Guidi           |
| 1  | San Marino (bandiera) | P     | Matteo Ugolini          |
| 20 | Italia (bandiera)     | P     | Luca Giuliani           |
|    | Italia (bandiera)     | D     | Alessio Gabrielli       |
|    | Italia (bandiera)     | D     | Andrea Farabegoli       |
|    | Italia (bandiera)     | D     | Glori Taraj             |
|    | San Marino (bandiera) | D     | Andrea Fratta           |
| 8  | Romania (bandiera)    | D     | Florin Cristian Grigore |
| 11 | San Marino (bandiera) | D     | Matteo Giannoni         |
| 14 | Italia (bandiera)     | D     | Daniele Conti           |
|    | San Marino (bandiera) | D     | Alessio Fabrielli       |
| 25 | Italia (bandiera)     | D     | Andrea Boschi           |
|    | San Marino (bandiera) | C     | Massimo Broccoli        |
|    | San Marino (bandiera) | C     | Luca Lazzarini          |
|    | Albania (bandiera)    | C     | Anxhelo Isaraj          |
|    | Italia (bandiera)     | C     | Tommaso Conti           |
|    | Italia (bandiera)     | C     | Nicholas Stradaioli     |
|    | San Marino (bandiera) | C     | Matias Colagiovanni     |
| 4  | San Marino (bandiera) | C     | Marco Baldani           |

| N. |                       | Ruolo | Calciatore             |
| -- | --------------------- | ----- | ---------------------- |
| 7  | Italia (bandiera)     | c     | Amir Aissaoui          |
| 16 | Italia (bandiera)     | C     | Matteo Sebastiani      |
| 17 | San Marino (bandiera) | C     | Maximiliano Baizan     |
| 22 | Italia (bandiera)     | C     | Gabriele Raffelli      |
| 23 | San Marino (bandiera) | C     | Mariano Alvarez        |
| 32 | San Marino (bandiera) | C     | Francesco Rossi        |
|    | San Marino (bandiera) | c     | Paolo Mariotti         |
|    | Italia (bandiera)     | c     | Emanuele Bindi         |
|    | San Marino (bandiera) | c     | Federico Muccioli      |
| 9  | San Marino (bandiera) | A     | Nicola Ciacci          |
|    | San Marino (bandiera) | A     | Alessandro Ciacci      |
|    | Italia (bandiera)     | A     | Nicholas Capozzi       |
|    | San Marino (bandiera) | A     | Jai-emannuel Pacheco   |
|    | San Marino (bandiera) | A     | Luca Zandoli           |
| 2  | San Marino (bandiera) | A     | Nicolò Mariotti        |
| 10 | Italia (bandiera)     | A     | Francesko Halilaj      |
| 18 | Italia (bandiera)     | A     | Christian Maccagno     |
| 21 | San Marino (bandiera) | A     | Alessandro Podeschi    |
| 99 | Brasile (bandiera)    | A     | Franklin Silva Bahiano |